# Brachychthonius africanus
Brachychthonius africanus är en kvalsterart som beskrevs av Balogh 1958. Brachychthonius africanus ingår i släktet Brachychthonius och familjen Brachychthoniidae. Inga underarter finns listade.